# Вывод советских войск из Афганистана
Вывод советских войск из Афганистана начался 15 мая 1988 года, в соответствии с заключёнными 14 апреля 1988 года Женевскими соглашениями о политическом урегулировании положения вокруг ДРА. СССР обязался вывести свой контингент в девятимесячный срок, то есть до 15 февраля 1989 года, причём половина войск должна была быть выведена в течение первых трёх месяцев, то есть до 15 августа 1988 года.

## Предшествующие события. Вывод
За первые три месяца из Афганистана было выведено 50 тысяч 183 военнослужащих ОКСВА. Оставшиеся 50 тысяч 100 человек вернулись в СССР в период с 15 августа 1988 года по 15 февраля 1989 года.
В начале ноября 1988 года вывод советских войск из Афганистана был приостановлен в связи с резко активизировавшимися наступательными действиями моджахедов, в частности, массированными ракетными обстрелами Кабула. После этого, во второй половине ноября и декабре 1988 года, обстановка в Афганистане несколько стабилизировалась, однако руководство СССР воздерживалось от каких-либо заявлений о том, будет ли вывод советских войск выполнен до конца, или военные действия в Афганистане будут продолжены. В январе 1989 года Афганистан посетил министр иностранных дел СССР Эдуард Шеварднадзе.
Окончательное решение о полном выводе советских войск из Афганистана было принято на заседании Политбюро ЦК КПСС 25 января 1989 года и опубликовано на следующий день с формулировкой «Советский Союз останется верен Женевским соглашениям». После этого в Кабул с визитом прибыл министр обороны СССР Дмитрий Язов.
Завершающий этап вывода войск пришёлся на январь — первую половину февраля 1989 года.
В ходе вывода, войска регулярно атаковались моджахедами. По неподтверждённым данным из других источников газета «The Washington Post» сообщала: всего в этот период было убито 523 советских солдата. В Бахараке моджахеды окружили батальон 860-го мотострелкового полка и потребовали передать им технику, из-за чего советским солдатам пришлось взорвать 16 своих боевых машин пехоты БМП-1. 
7 августа 1988 года, в преддверии вывода ряда частей и соединений ОКСВА из Афганистана, вооружённая оппозиция выбила правительственные войска из Кундуза. Без боя были взяты ближайшие города — Ханабад, Талукан и Бамиан. Это был тревожный звонок.
15 февраля 1989 года генерал-лейтенант Борис Громов, согласно официальной версии, стал последним советским военнослужащим, переступившим по Мосту Дружбы границу двух стран. В действительности на территории Афганистана оставались, как советские военнослужащие попавшие в плен к моджахедам, так и подразделения пограничников, прикрывавшие вывод войск и вернувшиеся на территорию СССР только во второй половине дня 15 февраля. Погранвойска КГБ СССР выполняли задачи по охране советско-афганской границы отдельными подразделениями на территории Афганистана до апреля 1989 года.

## Основные этапы
Начало марта 1988 года: заявление Правительства СССР о том, что подписание Женевских соглашений затягивается по вине афганской оппозиции, и соответственно будет откладываться начало вывода войск. Однако в марте 1988 года вывод войск уже фактически начался — оперативные группы Представительства КГБ СССР стали покидать провинциальные центры Афганистана.
7 апреля 1988 года: встреча в Ташкенте Генерального секретаря ЦК КПСС Михаила Горбачёва и Президента Афганистана Мохаммада Наджибуллы, на которой были приняты решения, позволяющие немедленно подписать Женевские соглашения и начать вывод войск с 15 мая 1988 года, как ранее предполагалось.
14 апреля 1988 года: подписание Женевских соглашений о политическом урегулировании вокруг Афганистана, между СССР, США, Афганистаном и Пакистаном.
15 мая 1988 года: начало вывода советских войск: первые шесть полков из северных провинций двинулись домой.
Начало ноября 1988 года: приостановка вывода советских войск.
15 февраля 1989 года — окончание вывода войск из Афганистана.

## Оценки политиков
Президент СССР Горбачёв М. С.

«Общими усилиями, в том числе благодаря переговорам, которые мы вели со всеми сторонами — США, Ираном, Пакистаном, другими странами — удалось провести вывод войск организованно и с минимальными потерями. Поставили точку в этой печальной главе».

«Буквально все, в том числе (члены Политбюро ЦК КПСС) (Николай) Рыжков, (Егор) Лигачев, (Виталий) Воротников, (Виктор) Чебриков, другие, говорили об ущербе материальном, моральном, который наносит нам присутствие наших войск в Афганистане. И военное руководство, Генштаб, полностью поддерживало линию на вывод войск»— Президент СССР Горбачев М.С. РИА «Новости» 15.02.2019
Генеральный секретарь ЦК НДПА, Президент Афганистана Мохаммад Наджибулла

«Ваш Верховный Совет дал оценку решению о вводе Советских войск в Афганистан в декабре 1979 года. У политиков своя ответственность, и о ней уже достаточно сказано. Я же склоняю голову перед памятью советских людей, которые отдали свои жизни, выполняя воинский долг. Война принесла много горя. Она не сразу забудется. Но не забудется также многими и многими афганцами доброта и мужество советских людей, их бескорыстие и человечность».— Президент Афганистана Мохаммад Наджибулла
Президент Российской Федерации Путин В. В.

«В трудных условиях, вдали от Родины военнослужащие и гражданские специалисты честно выполняли свой долг, отстаивали интересы отечества, при решении ответственных задач демонстрировали высочайший профессионализм, беспримерное мужество и силу духа»
— Президент России Путин В.В.

## Скорые последствия
В марте 1989 года отряды Исламской партии Афганистана Гульбеддина Хекматияра и «Исламского союза освобождения Афганистана» Абдула Расул Сайяфа, арабские наёмники — формирования общей численностью свыше десяти тысяч человек при поддержке пакистанской межведомственной разведки ISI атаковали город Джелалабад.

## Награды

### Награды, приуроченные к 10-летию вывода войск

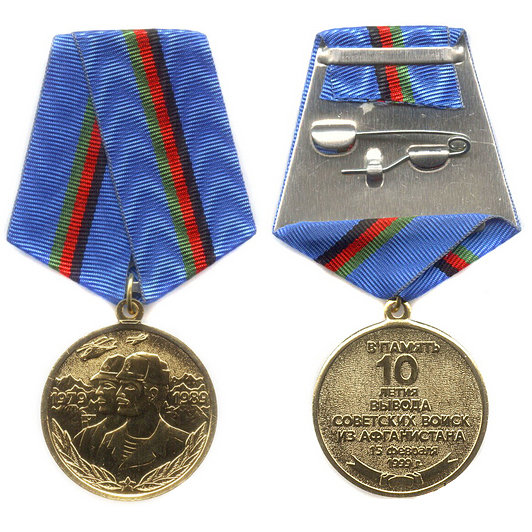
Юбилейная медаль «В память 10-летия вывода советских войск из Афганистана» (Белоруссия)
Планка медали «В память 10-летия вывода советских войск из Афганистана». Республика Беларусь.

### Награды, приуроченные к 15-летию вывода войск
| Медаль «15 лет вывода советских войск из Демократической Республики Афганистан»                                                           |
| |
| медали «15 лет вывода советских войск из Демократической Республики Афганистан», учреждённой Комитетом по делам воинов-интернационалистов |

### Награды, приуроченные к 20-летию вывода войск
| Планка к медали «20 лет вывода Советских войск из Афганистана», учреждённая Постоянным Президиумом Съезда народных депутатов СССР | Планка к ордену «Слава воину-афганцу», учреждённая Свердловским областным отделением Российского союза ветеранов Афганистана им. Ю. В. Исламова | Планка к медали «20 лет вывода советских войск из Афганистана», учреждённая Челябинским областным отделением Российского союза ветеранов Афганистана | Планка к медали «20 лет вывода войск из Афганистана», учреждённая Украинским союзом ветеранов Афганистана | Планка к медали «В память 20-летия вывода Советских войск из Афганистана», чеканки Московского монетного двора | Планка к медали «Наша честь и наша память 20 лет вывода войск из Афганистана» | Планка к юбилейной медали «20 лет вывода Советских войск из Афганистана», учреждённая Оргкомитетом по подготовке к 20-летию вывода советских войск из Афганистана и 65-й годовщине Победы в Великой Отечественной войне под председательством Б. В. Громова. Цветовое решение ленты стилизовано под афганский Орден Красного Знамени | Медаль «20 лет вывода советских войск из Демократической Республики Афганистан»                                                           |
| | | | | |                                                                               | | |
| медали «20 лет вывода Советских войск из Афганистана», учреждённой Постоянным Президиумом Съезда народных депутатов СССР          | ордену «Слава воину-афганцу», учреждённому Свердловским областным отделением Российского союза ветеранов Афганистана им. Ю. В. Исламова         | медали «20 лет вывода советских войск из Афганистана», учреждённой Челябинским областным отделением Российского союза ветеранов Афганистана          | медали «20 лет вывода войск из Афганистана», учреждённой Украинским союзом ветеранов Афганистана          | медали «В память 20-летия вывода Советских войск из Афганистана», чеканки Московского монетного двора          | медали «Наша честь и наша память 20 лет вывода войск из Афганистана»          | юбилейной медали «20 лет вывода Советских войск из Афганистана», учреждённая Оргкомитетом по подготовке к 20-летию вывода советских войск из Афганистана и 65-й годовщине Победы в Великой Отечественной войне под председательством Б. В. Громова. Цветовое решение ленты стилизовано под афганский Орден Красного Знамени          | медали «20 лет вывода советских войск из Демократической Республики Афганистан», учреждённой Комитетом по делам воинов-интернационалистов |

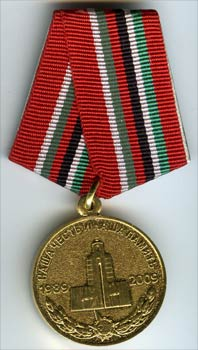
Юбилейная медаль «20 лет вывода Советских войск из Афганистана» (Белоруссия)
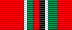
Планка к юбилейной медали «20 лет вывода Советских войск из Афганистана» (Белоруссия)

### Награды, приуроченные к 25-летию вывода войск

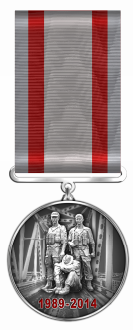
Знак отличия Президента Украины — памятная медаль «25 лет вывода войск из Афганистана»
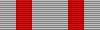
Планка к памятной медали «25 лет вывода войск из Афганистана» (Украина)
Планка медали «В память 25-летия окончания боевых действий в Афганистане». Республика Беларусь.

### Награды, приуроченные к 30-летию вывода войск

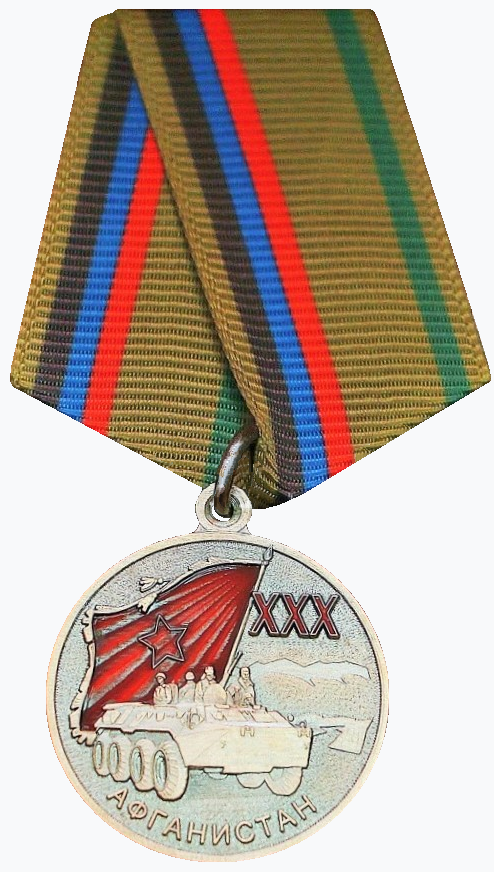
Медаль «За верность долгу и службу Родине», ДНР
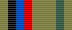
Планка медали «За верность долгу и службу Родине», ДНР
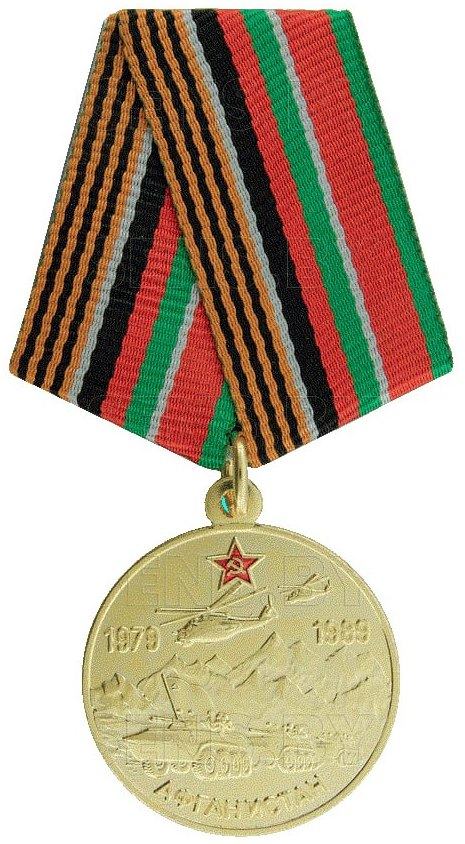
Медаль «30 лет вывода Советских войск из Афганистана». Республика Беларусь.
Планка медали «30 лет вывода Советских войск из Афганистана». Республика Беларусь.

## В массовой культуре
35-летию вывода советских войск из Афганистана посвящена песня "Наш командир", автор слов и музыки, исполнитель - поэт, прозаик Александр Белик. 

### Русскоязычные
- Иванов, А. Вывод Советских войск из Афганистана был ошибкой. Аргументы недели, 11.02.2009.
- Эксперт: вывод советских войск из Афганистана позволил утвердиться США — РИА Новости, 15.02.2009.
- Вывод советских войск из Афганистана (фотолента) — РИА Новости.
- 22 годовщина вывода войск из Афганистана: интервью участника боевых действий — ИА REX, 16.02.2011.
- Из книги «Судьба офицера: от Кабула до Сараево. Публицистика. Проза. Поэзия»)

### Англоязычные
- Маршалл, А. Phased Withdrawal, Conflict Resolution and State Reconstruction. Conflict Research Studies Centre, 2006. ISBN 1-905058-74-8